# Jakow Szejnkman
Jakow Siemionowicz (Jankiel Szmujl Ickowicz) Szejnkman (ros. Яков Семёнович (Янкель Шмуйль Ицкович) Шейнкман, ur. 3 stycznia 1891 w guberni tobolskiej, zm. 8 sierpnia 1918 w Kazaniu) – bolszewik.

## Życiorys
1909-1910 studiował w Petersburskim Instytucie Politechnicznym, od 1910 członek SDPRR, 1910-1912 studiował na Wydziale Prawnym Uniwersytetu Petersburskiego, z którego został wydalony. W 1912 aresztowany i zwolniony, 1912-1914 przebywał na emigracji w Szwajcarii, studiował na Wydziale Prawnym Uniwersytetu Berneńskiego, 1914 wrócił do Rosji. W 1917 był radnym dumy miejskiej Jekaterynburga, w maju 1917 członek Piotrogrodzkiego Komitetu SDPRR(b), od września 1917 zastępca przewodniczącego kazańskiego gubernialnego komitetu aprowizacyjnego, członek Rady Kazańskiej, w listopadzie 1917 członek Komisji Śledczej Piotrogrodzkiego Komitetu Wojskowo-Rewolucyjnego. Od listopada 1917 do 26 lutego 1918 przewodniczący Komitetu Wykonawczego Kazańskiej Rady Gubernialnej, od 26 lutego do 3 czerwca 1918 przewodniczący Rady Komisarzy Ludowych Kazańskiej Republiki Radzieckiej/guberni kazańskiej, od marca do 8 sierpnia 1918 przewodniczący kazańskiego gubernialnego komitetu RKP(b). W lipcu 1918 członek Komisji Śledczej Rady Komisarzy Ludowych RFSRR w sprawie zabójstwa hrabiego Wilhelma Mirbacha, ambasadora Niemiec w RFSRR, od lipca do 8 sierpnia 1918 przewodniczący gubernialnego komitetu rewolucyjnego w Kazaniu. Po zajęciu Kazania przez Korpus Czechosłowacki został ujęty i rozstrzelany.